# Mazhonghe (köpinghuvudort i Kina, Liaoning Sheng, lat 42,71, long 124,02)
Mazhonghe (kinesiska: 马仲河, 马仲河镇) är en köpinghuvudort i Kina. Den ligger i provinsen Liaoning, i den nordöstra delen av landet, omkring 110 kilometer nordost om provinshuvudstaden Shenyang. Antalet invånare är 16 563. Befolkningen består av 8 217 kvinnor och 8 346 män. Barn under 15 år utgör 15,0 %, vuxna 15-64 år 75 %, och äldre över 65 år 9,0 %.
Runt Mazhonghe är det ganska tätbefolkat, med 155 invånare per kvadratkilometer. Närmaste större samhälle är Changtu, 9,3 km nordost om Mazhonghe. Trakten runt Mazhonghe består till största delen av jordbruksmark.
Genomsnittlig årsnederbörd är 1 061 millimeter. Den regnigaste månaden är augusti, med i genomsnitt 233 mm nederbörd, och den torraste är januari, med 10 mm nederbörd.